# Lentopalloseura Kokkolan Tiikerit 2015-2016
Questa voce raccoglie le informazioni riguardanti il Lentopalloseura Kokkolan Tiikerit nelle competizioni ufficiali della stagione 2015-2016.

## Organigramma societario
Area direttiva
- Presidente: Lauri Heikkilä

Area organizzativa
- Team manager: Petteri Ervasti

Area tecnica
- Allenatore: Tommi Tiilikainen
- Allenatore in seconda: Mikko Keskisipilä
- Scout man: Laura Ahola

## Rosa
| N° | Nome                | Ruolo | Data di nascita  | Nazionalità sportiva |
| -- | ------------------- | ----- | ---------------- | -------------------- |
| 1  | Lasse Jylhä         | P     | 2 agosto 1996    | Finlandia            |
| 2  | Lauri Jylhä         | S     | 2 agosto 1996    | Finlandia            |
| 3  | Antti Ropponen      | S/O   | 17 agosto 1995   | Finlandia            |
| 4  | Steven Kehoe        | P     | 20 ottobre 1987  | Stati Uniti          |
| 5  | Grayson Overman     | C     | 6 marzo 1991     | Stati Uniti          |
| 6  | Tommi Siirilä       | C     | 5 agosto 1993    | Finlandia            |
| 7  | Romāns Saušs        | S     | 27 giugno 1989   | Lettonia             |
| 8  | Robert Seppänen     | S     | 14 luglio 1990   | Finlandia            |
| 9  | Taichirō Koga       | L     | 4 ottobre 1989   | Giappone             |
| 11 | Antti Leppälä       | C     | 8 maggio 1992    | Finlandia            |
| 14 | Olli-Pekka Ojansivu | S/O   | 31 dicembre 1987 | Finlandia            |
| 15 | Mika Mäntylä        | S     | 23 febbraio 1995 | Finlandia            |
| 17 | Enderwin Herrera    | S     | 31 maggio 1983   | Venezuela            |